# Synagoga Berszta Lipszyca w Łodzi
Synagoga Berszta Lipszyca w Łodzi – prywatny dom modlitwy znajdujący się w Łodzi przy ulicy Piotrkowskiej 107.
Synagoga została założona w 1891 roku z inicjatywy Berszta Lipszyca. Podczas II wojny światowej hitlerowcy zdewastowali synagogę.  